# 布卡罗寺

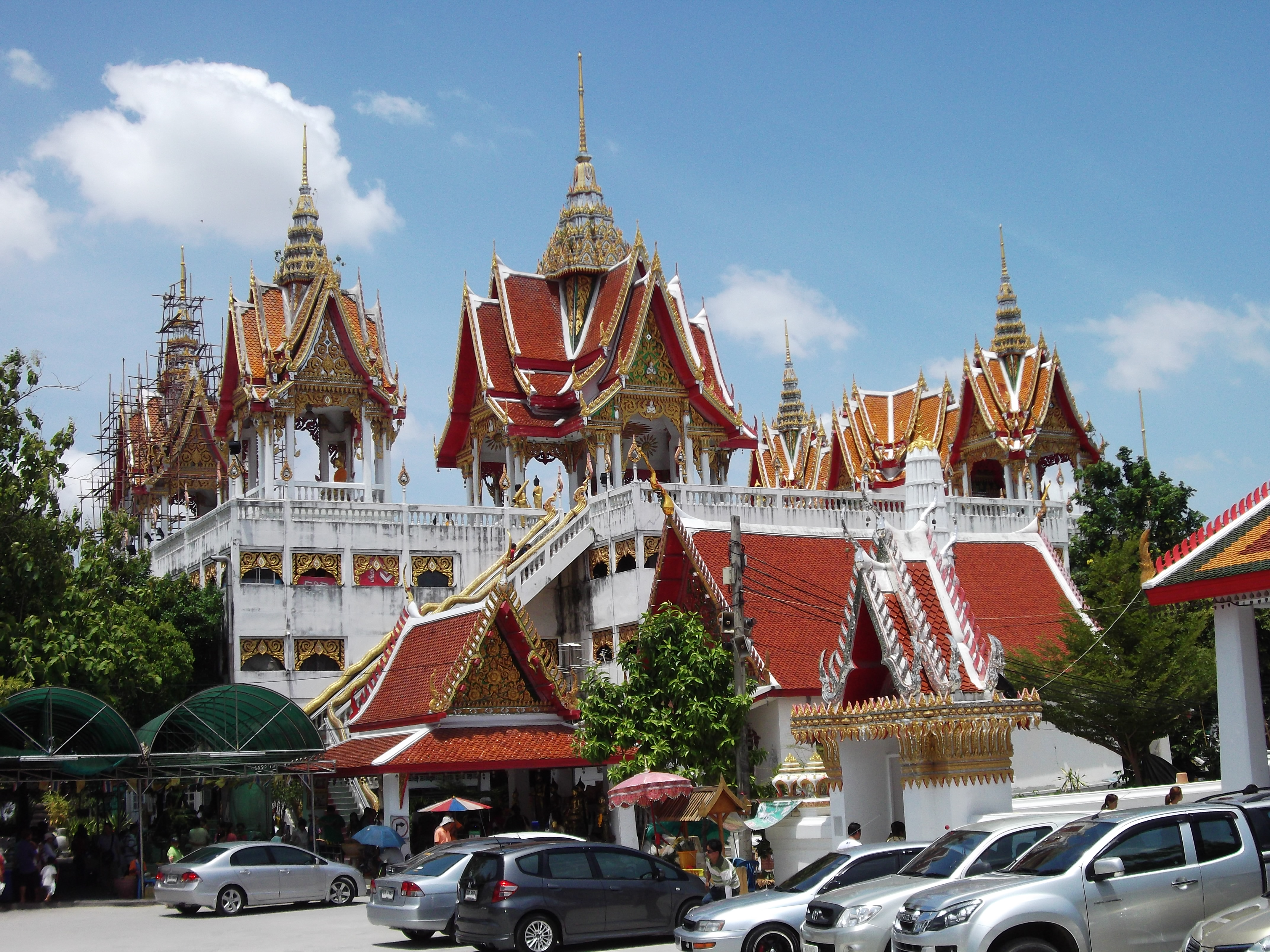
布卡罗寺。

布卡罗寺是一座位于泰国曼谷吞武里县劳卡隆的皇家寺庙。建于1757年至1767年之间，建庙者名字不详。后来乌汶万纳公主对寺庙进行大规模修缮，并将新庙改名为乌汶万寺。